# 小言念仏
『小言念仏』（こごとねんぶつ）は古典落語の演目。上方落語における『世帯念仏』（しょたいねんぶつ）もこの項で説明する。
念仏を読経しながら周囲に（念仏とは）関係のない小言や命令などを口にする人物を描く。上方落語から江戸落語に移入されたいわゆる「上方種」のひとつで、ストーリーがなく、形態模写の要素が濃い。
土橋亭里う馬の『百面相仕方話』上巻（天保13年・1842年）の「姑婆」に、老婆を主人公とした類似の小咄が見える[。
上方では3代目桂米朝の、東京では3代目三遊亭金馬、10代目柳家小三治の得意ネタとして知られる。武藤禎夫は3代目金馬を「名演」と評している。

## あらすじ
演者は人々の様々な読経の様子を演じる。その際、扇子で見台（ない場合は床）を一定のリズムで叩き、木魚を模する。
演目の主題である小言をこぼしながら「南無阿弥陀仏」と読経する老人は、以下のように演じられる。
- 仏壇のホコリやしおれた花が気になり、妻に指摘する。
- 「鉄瓶（の湯）が煮立っている」「飯が焦げているようだ」「今朝のおかずは何だ」と頻繁に妻に尋ねる。
- 表をどじょう屋が通るので家族に呼ばせ、どじょうを買わせる。妻に「鍋に酒を入れて蒸し焼きにしろ。暴れないようにしっかり蓋をしておけ」と調理方法を細かく指示する。どじょうによく火が通ったことを聞き、念仏をしながらほくそ笑む。あるいはおつけの実にするために煮えた鍋に入れて死ぬと「死んじまいやがった、ざまァみやがれ」と唱える[1]（仏前で殺生の禁を堂々と冒す、という風刺）。
- 近くに這い寄った赤ん坊を「バァ! 」とあやす[1]。

## バリエーション
10代目小三治は、声が届かずに通り過ぎようとするどじょう屋に向かって、主人公が「南無阿弥陀!」と怒鳴り、仏壇に「どじょう屋……」ととなえるという描写を用いる。
桂文珍は、時代がかった演出を排し、設定を現代に置き換え『新・世帯念仏』と題して演じている（仏壇はフランス製に限る。「仏」と書くくらいだから…等）。